# Turun Palloseura
El Turun Palloseura o TPS és un club esportiu finlandès de la ciutat de Turku, dedicat a la pràctica del futbol i l'hoquei gel. Durant la temporada 2024, el primer equip masculí del club competeix al nou Ykkösliiga, el segon nivell més alt del futbol masculí, i al equip representatiu femení al Kansallinen Liiga, el nivell més alt del futbol femení a Finlàndia. Anomenat "Tepsi", el club es va fundar l'any 1922.
TPS ha guanyat 8 Títols de lliga i 3 Copa de Finlandias. Juguen els seus partits de lliga a casa a Veritas Stadion, amb una capacitat de 9.372 seients per a la majoria de partits.

## Història
El Turun Palloseura va ser fundat l'any 1922. Des d'aleshores ha estat 8 cops campió finès, el darrer l'any 1975.

## Palmarès
- Lliga finlandesa de futbol: 8
  - 1928, 1939, 1941, 1949, 1968, 1971, 1972, 1975
- Copa finlandesa de futbol: 3
  - 1991, 1994, 2010

## Futbolistes destacats
- Mika Aaltonen
- Mika Ääritalo
- Marco Casagrande
- Louie Donowa
- Peter Enckelman
- Markus Heikkinen
- Jonatan Johansson
- Mika Nurmela
- Jussi Nuorela

## Secció d'hoquei gel
La secció d'hoquei gel del TPS inicià les seves activitats el 1929. Actualment el clubs s'anomena HC TPS Turku Oy.
El TPS ha guanyat el campionat finlandès els anys 1956, 1976, 1989, 1990, 1991, 1993, 1995, 1999, 2000 i 2001. També ha guanyat dues Copes, una Copa d'Europa, l'European Hockey League i una Supercopa.

### Números retirats
- 3 - Timo Nummelin
- 8 - Juhani Wahlsten
- 23 - Hannu Virta